# Liberdade (canção de Priscilla Alcantara)
"Liberdade" é uma canção da cantora brasileira Priscilla Alcantara, lançada em 22 de setembro de 2017 pela Sony Music Brasil. A canção foi lançada como segundo single do novo álbum da cantora, intitulado Gente (2018).

## Lista de faixas
| Download digital |             |                     |         |  |
| N.º              | Título      | Compositor(es)      | Duração |  |
| 1.               | "Liberdade" | Priscilla Alcantara | 3:20    |  |

## Créditos
- Priscilla Alcantara - Composição e vocal
- Johnny Essi - Produção musical
- Bamboo Produtora - Produção musical
- Flauzilino Jr. - Direção geral